# Instrumentalfunktion
Instrumentalfunktion ist ein Begriff der allgemeinen Betriebswirtschaftslehre, der besagt, dass Unternehmen nicht zum Selbstzweck existieren, sondern Hilfsmittel zur Erreichung von Zielen sind. 
Träger dieser Ziele können verschiedene Interessensgruppen sein, wie zum Beispiel: Unternehmenseigentümer, Arbeitnehmer, Kunden, Gewerkschaften, Kapitalgeber. 
Von Instrumentalfunktion im engeren Sinn spricht man, wenn die betrachteten Unternehmen sich im öffentlichen Eigentum befinden. Sie besagt dann, dass öffentliche Unternehmen Instrumente in der Hand ihrer Eigentümerkörperschaft sind, um öffentliche Aufgaben in den Bereichen Konjunkturpolitik, Infrastrukturpolitik, Raumordnungspolitik, Wettbewerbspolitik, Sozial- und Fiskalpolitik zu erfüllen. 